# 右谷蠡王
右谷蠡王，是古代匈奴官号，與左谷蠡王相對，低於左谷蠡王，高於左大將，为二十四长之一。東漢南匈奴低於右賢王，高於日逐王，為四角之一。
右谷蠡王由单于子弟充任，其号世袭。各有分地，左谷蠡王驻匈奴东部，右谷蠡王驻西部。依次第高下也可继承单于位。下辖千长、百长、什长、裨小王、相、都尉、当户、且渠等官。
- 右谷蠡王 (伊稚斜单于年间)
- 右谷蠡王 (且鞮侯单于之子)
- 右谷蠡王 (虚闾权渠单于之子)
- 姑瞀楼头
- 伊屠智牙师
- 於除鞬
- 潘六奚